# HD 80606 b
HD 80606 b é um planeta extrassolar situado a uma distância de 190 anos-luz da Terra na constelação da Ursa Major. Orbita a estrela HD 80606, que pela sua vez faz parte de um sistema estelar binário. Trata-se do exoplaneta com maior excentricidade (órbita mais alongada) descoberto até agora. Devido a esta, a sua órbita tem uma forma muito alongada, mais própria dos cometas. Faz parte dos exoplanetas denominados Júpiter excêntricos.

## Descobrimento
A descoberta de HD 80606 b foi anunciada em 4 de abril de 2001 pelo grupo ELODIE. Contudo, a possibilidade de existência do planeta já fora postulada um ano antes pelo G-Dwarf Planet Search na sua procura de candidatos a planetas extrassolares, cujas observações se iniciaram em abril de 1999 desde o Telescópio Keck. Esta possibilidade conduziu a que o grupo ELODIE seguisse a estrela através do Observatório de Haute-Provence, situado ao sul da França, confirmando finalmente a existência do exoplaneta.

## Características

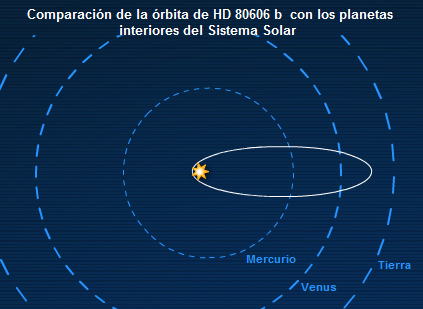
Comparação da órbita de HD 80606 b com os planetas interiores do Sistema Solar.

A sua massa é de cerca de quatro vezes a de Júpiter, o que o converte num gigante gasoso, e o seu período de rotação é de cerca de 34 horas. Adicionalmente, devido à sua excentricidade, faz parte dos chamados "Júpiter excêntricos". Esta excentricidade é comparável, por exemplo, à do cometa Halley, ainda que com a correspondente diferença de distâncias e período orbital. Isto poderia ser devido entre outros fatores a que o planeta orbita a uma estrela que faz parte de um sistema estelar binário (Struve 1341), pois a maior parte dos planetas com excentricidades elevadas se encontra neste tipo de sistemas estelares. A estrela companheira poderia causar a estranha excentricidade devido à elevada inclinação orbital do planeta (respeito do plano da órbita de ambas as estrelas), mediante o chamado mecanismo Kozai[d]. As medidas realizadas do efeito Rossiter-McLaughlin são consistentes com as predições deste mecanismo.

Velocidade de HD 80606 b em cada ponto da sua órbita.

A distância do planeta com referência à sua estrela oscila entre 0,03 unidades astronômicas (abreviado UA, distância entre a Terra e o Sol) e 0,85 UA. Se comparar a sua órbita com os planetas do Sistema Solar, observa-se que no ponto mais afastado da sua órbita (0,85 UA) estaria situado entre Vênus (0,7 UA) e a Terra (1 UA, por definição). Por outro lado o seu ponto mais próximo (0,03 UA) encontrar-se-ia muito mais perto que a órbita de Mercúrio (0,4 UA), o que supõe uma distância 13 vezes menor que a separação entre Mercúrio e o Sol. Neste ponto, alguém situado sobre a sua superfície veria a estrela sobre o céu cerca de 30 vezes maior que o Sol desde a superfície terrestre.
O planeta encontra-se a maior parte do tempo nos pontos mais afastados da sua órbita, aumentando a sua velocidade quanto mais perto está da sua estrela.[e] Uma pessoa situada sobre a sua superfície, veria como a estrela aumenta de tamanho cada vez mais rápido, até tornar -se cerca de 100 vezes maior.

### Temperatura e atmosfera
A temperatura do planeta oscila dos 250 K (cerca de -20 ºC) no apoastro até os 1500 K (cerca de 1200 °C) que atinge no periastro, onde recebe em torno de 800 vezes mais radiação da sua estrela. Na sua passagem pelo periastro, as temperaturas variam de 800 K a 1500 K em apenas seis horas, esquentando-se e esfriando-se depressa. Este valor é suficiente até mesmo para fundir o níquel.
Por causa destas bruscas mudanças de temperatura, e amplificado devido a que a sua rotação não é sincronizada com a sua translação, desenvolvem-se tormentas na atmosfera que movimentam ventos a velocidades enormes, inclusive de vários quilômetros por segundo,[f] criando-se vórtices nos polos do planeta. Trata-se da primeira vez que os astrônomos observam mudanças atmosféricas em tempo real num planeta extrassolar.

### Bases de dados
- Extrassolar Planets Encyclopaedia
- SIMBAD
- Extrasolar planet guide[ligação inativa]
- Planet Quest Atlas (NASA)